# Houston Oilers 1973
La stagione 1973 degli Houston Oilers è stata la quarta della franchigia nella National Football League, la 14ª complessiva. La squadra pareggiò il record della stagione precedente di 1–13 e mancò i playoff per la quarta stagione consecutiva. Le 17 sconfitte consecutive a partire dalla la terza gara del 1972 furono un primato NFL negativo, battuto in seguito dai Tampa Bay Buccaneers nel periodo 1976 e 1977 e dai Detroit Lions dall’ultima gara del 2007 alla terza del 2009, inclusa la loro stagione da 0-16 del 2008. 
L’allenatore Bill Peterson left the team lasciò la squadra dopo avere perso le prime cinque partite, venendo sostituito dal veterano Sid Gillman, che ebbe un record parziale di 1-8. L’attacco degli Oilers faticò nel 1973, terminando all’ultimo posto in yard corse (1.388), secondo il yard per giocata (3,9) e terzo sia in yard totali (3.307) e primi down (193).
Gli Oilers del 1973 ebbero statisticamente una delle peggiori difese di tutti i tempi, statistically: concessero 477 punti, il massimo di sempre in una stagione da 14 partite dopo la fusione del 1970 (1970–1977). Il loro differenziale di punti di -248 fu il peggiore della NFL quell’anno e rimane uno dei peggiori di tutti i tempi. Houston concesse anche un massimo della lega di 26 passaggi da touchdown nel 1973.

## Scelte nel Draft 1973
| Scelte degli Oilers nel Draft 1973 |        |                 |                  |                                   |
| Giro                               | Scelta | Giocatore       | Ruolo            | College                           |
| 1                                  | 1      | John Matuszak   | Defensive end    | Tampa                             |
| 1                                  | 14     | George Amundson | Running back     | Iowa State                        |
| 4                                  | 79     | Gregg Bingham   | Linebacker       | Purdue                            |
| 5                                  | 105    | Edesel Garrison | Wide receiver    | USC                               |
| 6                                  | 131    | Ron Mayo        | Tight end        | Morgan State                      |
| 7                                  | 157    | Shelby Jordan   | Tackle           | Washington University (St. Louis) |
| 8                                  | 183    | Joe Blahak      | Defensive back   | Nebraska                          |
| 9                                  | 209    | Mark Williams   | Kicker           | Rice                              |
| 10                                 | 235    | Darrell Vaughn  | Defensive tackle | Northern Colorado                 |
| 11                                 | 261    | Larry Eaglin    | Defensive back   | Stephen F. Austin                 |
| 12                                 | 287    | Brad Lyman      | Wide receiver    | UCLA                              |
| 13                                 | 313    | Willie Martin   | Guard            | Northeastern State (Oklahoma)     |
| 14                                 | 339    | Ron Lou         | Center           | Arizona State                     |
| 15                                 | 365    | Roger Goree     | Linebacker       | Baylor                            |
| 16                                 | 391    | Tim Dameron     | Wide receiver    | East Carolina                     |
| 17                                 | 417    | Randy Braband   | Linebacker       | Texas                             |

## Calendario
| Stagione regolare |                        |         |          |
| Turno             | Avversario             | Result  | Pubblico |
| 1                 | at New York Giants     | S 14-34 | 57,979   |
| 2                 | at Cincinnati Bengals  | S 10-24 | 51,823   |
| 3                 | Pittsburgh Steelers    | S 7-36  | 39,331   |
| 4                 | Los Angeles Rams       | S 26-31 | 34,875   |
| 5                 | Denver Broncos         | S 20-48 | 32,801   |
| 6                 | at Cleveland Browns    | S 13-42 | 61,146   |
| 7                 | at Chicago Bears       | S 14-35 | 43,755   |
| 8                 | at Baltimore Colts     | V 31–27 | 52,707   |
| 9                 | Cleveland Browns       | S 13-23 | 37,23    |
| 10                | at Kansas City Chiefs  | S 14-38 | 68,444   |
| 11                | New England Patriots   | S 0-32  | 27,344   |
| 12                | Oakland Raiders        | S 6-17  | 25,801   |
| 13                | at Pittsburgh Steelers | S 7-33  | 38,004   |
| 14                | Cincinnati Bengals     | S 24-27 | 21,955   |

## Classifiche
| AFC Central         | AFC Central | AFC Central | AFC Central | AFC Central | AFC Central | AFC Central | AFC Central | AFC Central | AFC Central |
|                     | V           | S           | P           | %           | DIV         | CONF        | PF          | PS          | Str.        |
| ------------------- | ----------- | ----------- | ----------- | ----------- | ----------- | ----------- | ----------- | ----------- | ----------- |
| Cincinnati Bengals  | 10          | 4           | 0           | .714        | 4–2         | 8–3         | 286         | 231         | V6          |
| Pittsburgh Steelers | 10          | 4           | 0           | .714        | 4–2         | 7–4         | 347         | 210         | V2          |
| Cleveland Browns    | 7           | 5           | 2           | .571        | 4–2         | 6–3–2       | 234         | 255         | S2          |
| Houston Oilers      | 1           | 13          | 0           | .071        | 0–6         | 1–10        | 199         | 447         | S6          |